# Malakkhanum Eyyubova
Malakkhanim Eyubova (en azéri : Mələkxanım Məzahir qızı Əyyubova, née le 5 novembre 1962 à Chamakhi) est une chanteuse, interprète de mugham, Artiste du peuple d'Azerbaïdjan (2002), et depuis 2010 professeure de mugham à l'Université d'État de la culture et des arts d'Azerbaïdjan.

## Biographie
De 1969 à 1979 Malakkhanim Eyyubova étudie à l'école n°155 de Bakou. Elle est diplômée d'une école de musique de 5 ans avec spécialisation en accordéon. Elle chante comme soliste dans le chœur d'enfants. De 1979 à 1984, elle étudie à la faculté « Comédie musicale » de l'Université d'art d'État d'Azerbaïdjan, nommée d'après M. A. Aliyev dans la classe de Gulu Askerov.

## Activité artistique
De 1980 à 1985, elle est soliste de l'ensemble folklorique "Irs", et à partir de 1985, travaille dans le trio mugham nommé d'après J. Garyagdioghlu, dans l'orchestre d'instruments folkloriques nommé d'après Saїd Rustamov à la Compagnie de télévision et de radio d'État d'Azerbaïdjan.
M.Eyyubova exécute des programmes de concert dans de nombreux pays du monde aux États-Unis, en Allemagne, Australie, France, Turquie, Roumanie, Biélorussie, Lettonie, Suède, Irak, Hollande, Belgique, Russie, etc.
En 1995, M. Eyyubova interprète le rôle de Leyli dans l'opéra "Leyli et Madjnun" d'Üzeyir Hacıbəyov au Théâtre national d'opéra et de ballet d'Azerbaïdjan.
Depuis 2010, elle travaille comme professeur associé dans la spécialité mugham à l'Université d'État de la culture et des arts d'Azerbaïdjan. On lui décerne le titre d'artiste émérite et populaire d'Azerbaïdjan.
Ses albums de mugham sont sortis en Allemagne, en France et en Turquie.
Malakkhanum Eyyubova est lauréate de la Fondation Heydar Aliyev. En 2016, elle obtient le prix Djafar Djabbarli. Elle reçoit le Prix présidentiel le 1er mai 2017.